# PIPA
Zakon o zaštiti IP-a ili Zakon o sprečavanju objektivnih onlajn pretnji ekonomskom rastu i krađi intelektualne svojine (engl. Preventing Real Online Threats to Economic Creativity and Theft of Intellectual Property Act) ili PIPA je predloženi zakon koji je nastao sa ciljem davanja dodatnog instrumenta Američkoj vladi i nosioci autorskih prava da ograniče pristup “Ilegalnim vebsajtovima posvećenih kršenju ili falsifikovanju imovine”, pogotovo onim sajtovima sa domenom ragistrovanim izvan Sjedinjenidih Američkih Država. Senator Patrik Lihi i 11 dvostanačkih sponzora (republikanci i demokrate) su objavili ovaj dokument 12. maja 2011. godine. Kongreska kancelarija za finansije procenila je da bi primena ovog zakona koštala federalnu vladu do 2016. godine 47 miliona dolara, što bi pokrilo troškove policije kao i troškove angažovanja i obuke 22 nova specijalna agenta i 26 članova pomoćnog osoblja. Senatska Komisija pravosuđa je prosledila dokument, ali je Senator Ron Vajden stavio dokument na čekanje.
Zakon o zaštiti IP-a predstavlja ponovo napisan Zakon o borbi protiv onlajn prekršaja i falsifikovanja (COICA), koji nije izglasan 2010. godine. Slična vrezija ovog zakona iz Predstavničkog Doma, Zakon o sprečavanju piraterije na Internetu (SOPA) je predstavljen 26. oktobra 2011. godine.
Usled učestalih onlajn protesta održanih 18. januara 2012. godine, lider većine u Senatu Hari Rid objavio je da će glasanje o predlogu zakona biti odloženo sve dok bura oko zakona ne splasne.

## Sadržaj
Predlog zakona definiše prekršaj kao distribuciju ilegalnih kopija, falsifikovanje imovine ili tehnologije koja služi za onemogućavanje digitalnog upravljanja pravima. Prekršaj postoji ako “činjenice ili okolnosti sugerišu da je sajt korišćen, uglavnom kao mera za uspostavljanje, omogućavanje ili olakšavanje opisanih aktivnosti.” Predlog zakona navodi da se ne može menjati postojeći registovani zaštitni znak ili zakon o autorskom pravu.
Predlog zakona omogućava “povećanje raspoloživih jedinica policije protiv operatora ilegalnih vebsajtova i onih vebsajtova registrovanih van Amreičkog domena” i ovlašćuje odeljenje pravosuđa Sjedinjenih Američkih Država da traže sudski nalog in rem protiv vebsajtova namenjenih prekršajima, ako usled duga, vlasnik ili operater ne mogu biti nađeni. Predlog zakona zahteva od Državnog tužilaštva da pošalju obaveštenje optuženom. Kada sud izda nalog mogu se koristiti provajderi finansijskih transakcija, servis za Internet oglašavanje, Internet servis provajderi i instrumenti za pronalaženje informacija i zahtevati od njih da prekinu finansijske transakcije sa ilegalnim sajtovima i odstrane linikove ka njima. Izraz „instrumenti za pronalaženje informacija“ je pozajmljen iz Zakona o digitalnim milenijumskim autorskim pravima i podrazumeva pretraživače ali može pokriti i druge sajtove koji su povezani na dati sadržaj.
Zakon o zaštiti IP-a govori o tome da će “instrument za otkrivanje informacija" preduzimati objektivne i razumne mere, ekspeditivno koliko je to moguće, da odstrane ili onemoguće pristup Internet sajtu povezanog sa domenom koji je postavljen po nalogu.” Pored toga, moraju se obrisati svi hiperlinkovi ka optuženom “Internet sajtu.”
Vlasnici zaštitnog znaka ili autorskog prava, kojima je ono povređeno aktivnostima na vebsajtovima na kojima su počinjeni prekršaji, mogu podneti sudske tužbe protiv vlasnika naziva domena i na taj način mogu da prinude provajdera finansijskih transakcija i servise oglašavanja na Internetu da prestanu da obrađuju transakcije i postavljaju oglase na vebsajtove. Međutim vlasnici naziva domena ne mogu da zatraže oporavak naziva domena kojim raspolaže Državno Tužilaštvo.

## Podrška

### Zakonodavci
Zakon o zaštiti IP-a je primio dvostranačku podršku u Senatu, koji predstavljen od strane Senatora Patrika Lihija i od 17. decambra 2011. godine je podržan od strane 40 Senatora.

### Kompanije i trgovinske organizacije
Predlog zakona su podržali od vlasnici autorskih prava i zaštitnih znakova u poslovanju, industriji i radnim grupama obuhvatajući sve sektore ekonomije. U pristalice se ubrajaju i Nacionalna kablovska i telekomunikaciona asocijacija, Nezavisna filmska i televizijska alijansa, Nacionalna asocijacija vlasnika pozorišta, Američka filmska asocijacija, Američko udruženje reditelja, Američka federacija muzičara, Američka federacija televizijskih i radio umetnika, Međunarodna alijansa zaposlenih u pozorištu, Udruženje glumaca, Internacionalno bratsvo timstera, Nešvilova međunarodna asocijacija tekstopisaca, Udruženje tekstopisaca u Americi, Vijakom, Institut za politiku inovacije, Izdavačka kuća “Mekmilan”, Akušnet Kompani, Asocijacija izdavačkih kuća Amerike, Alijansa autroskih prava i NBC Univerzal.
Privredna komora Sjedinjenih Američkih Država i ALF-CIO su takođe podržali ovaj predlog zakona. U maju i septembru 2011, dva pisma podrške koja su potpisali 170 kompanija i 359 organizacija, uključujući i Nacionalnu asocijaciju proizvođača (NAP), Savet malih kompanija i preduzetnika, Najki, 1-800 Lekovi za ljubimce, L'oreal, Roseta Stoun, Ficer, Ford Motor Kompani, Revlon, NBA i Soni – su poslati Kongresu koji je usvojio Zakon i podržao usvajanje Zakona radi zaštite intelektualne svojine i gašenja ilegalnih vebsajtove. David Hiršman iz Privredne Komore požalio se o stanju političke debate u januaru 2012.godine, govoreći da priča o gubitku slobode i cenzuri “nema veze sa sadržajem preloga zakona”. Hiršman je obećao “da će iskoristiti svaki dostupan instrument kako bi osigurao da članovi Kongresa znaju šta sadrže ovi predlozi zakona.”

### Ostali
Ekspert za Ustav Flojd Abrams, zastupajući Američku filmsku asocijaciju (MPAA) i slične trgovinske grupe, napisao je pismo Kongresu izjavljujući da predloženi Zakon o zaštiti IP-a zvuči kao Ustav.
Daniel Kastro iz Fondacije za informacione tehnologije i inovacije (ITIF) i izdavač članka objavljenog 2009. godine “Ukradi ove smernice branili su predlog zakona pre PIPA-e (COICA-u), koja je osnova i za SOPA-u i PIPA-u, u maju 2011. godine, govoreći da “niko ne govori o tome da će se ukidati privatni vebsajtovi zbog korišćenja fotografije zaštićene autorskim pravom.”” U januaru 2012. godine ITIF-ov Viši naučni saradnik Ričard Benet je rekao da kritikovanje zakonodavstva nastalo usled pogrešnog informisanja i preterano: ”kritičari ili ne razumeju koja je svrha predloga zakona ili su je pogrešno protumačili. Postoji neka vrsta nekontrolisanog kriticizma u kome ljudi koji se protive nečemu što predlog zakona ne podržava i promovišu plemenite ciljeve kao što su sloboda govora i demokratija a da pri tome ne postoji velika povezanost između razloga žalbe i sadržaja zakonodavstva.”

## Protivnici

### Zakonodavci
Senator Oregona Ron Vajden se javno oglasio protiv ovog zakona i stavio zahtev na čekanje u Senatu u maju 2011.godine, citirajući zabrinutost povodom mogućeg sprečavanja slobode govora, inovacija i integriteta Interneta. Senator Masačusetsta Skot Braun se takođe javno izjasnio kao protivnik ovog zakona kao i protiv sestre ovog zakona SOPA-e. Članovi Kongresa koji su protivnici Zakona zaštite IP-a su prestavili alternativni predlog zakona poznatog kao Zakon o zaštiti i primeni trgovanja na internetu (OPEN akt).

### Kompainje i organizacije
Među onima koji se protive ovom zakonu su Mozila korporacija, Fejsbuk, Elektronik Frontier Fondacija, Jahu, iBej, Ameriken Ekspres, Redit, Gugl, Reporteri bez granica, Hjuman rajts voč , Engleska Vikipedija, Asocijacija potrošača iz sveta zabave i Unciklopedija. Internet preduzetnici uključujući Rida Hofmana iz LinkedIn-a, ko-osnovača Tvitera Evan Vilijamsa i ko-osnivača Foursver-a Denisa Krolija potpisali su petciju Kongresu izražavajući svoje razloge protiv ovog zakona. Politička organizacija Patriote Čajanke su argumentovali da je zakon “loš za korisnike.” Peticiju, koju su potpisali 130 tehnološki orijentisanih preduzetnika i rukovodilaca, poslata je Kongresu sa željom da se izrazi zabrinutost da taj zakon trenutno može da “naškodi ekonomskom rastu i groznici inovacija u legitimnim uslugama koje pomažu ljudima da stvaraju, komuniciraju i zarađuju onlajn.” Engleska Vikipedija pridružila se drugim Internet sajtovima u protestu protiv PIPA i SOPA zakona gašenjem servisa na 24 sata 18.januara 2012.godine. Mnogi vebsajtovi su protestovali, uključujući: Vikipediju, Cnet i Čizburger netvork sajtove. Neki vebsajtovi su zabranili pristup svim njihovim sajtovima odjednom.

### Ostali
Profesori prava Mark Lemli (Stanford Univerzitet), David S. Levin (Elon Univerzitet) i David G. Post (Templ Univerzitet) su kritikovali Zakon zaštite IP-e i SOPA-u.

## Prijem
Zvaničnici Bele Kuće su 14. januara 2012. godine izjavili: “Bilo koji napor učinjen za borbu protiv onlajn piraterije mora da vodi računa o ugrožavanju onlajn cenzure pravnih aktivnosti i ne sme sputavati inovacije u našim malim ili velikim kompanijama”, i “Moramo izbegavati stvaranje novih rizika po sajber bezbednost ili ometanja osnova arhitekture Interneta.”

### Prigovori tehničke prirode na DNS blokiranje i redirektiranje
Predlog zakona je originalno sadržao mere koje bi dozvolile skidanje vebsajtova varalica sa Internetovog virtualnog „telefonskog imenika.” Pod onim što se tehnički zna kao DNS (Sistem za imenovanje domena) blokiranje, kada bi korisnik ušao na veb adresu ilegalnog sajta pojavilo bi se obaveštenje da sajt više ne postoji.
Prema Šruin Saj iz Pablik Nolidža, prethodni pokušaji da se ograniče autorska prava na mreži putem blokiranja domena je uvek izazivala kritike da bi se time dovelo do pucanja DNS-a i ugrozila globalna funkcionalnost Interneta, čime ovaj predlog zakona ne bi bio drugačiji od ostalih. Po dizajnu, svi serveri za imenovanje domena širom sveta bi trebalo da sadrže identične liste. Sa predloženim promenama, serveri unutar Sjedinjenih Država bi imali zapise drugačije od njihovih globalnih kolega, time čineći URL sve manje univerzalnim.
Pet Internet inžinjera Stiv Kroker, David Dejgon, Den Kaminski, Deni MekFirson i Pol Viksi su pipremili sugestiju kojom navode da DNS filtriranje u odredbi u predlogu zakona „podiže ozbiljne tehničke i bezbednosne probleme“ i dovelo bi do „pucanja Interneta“, dok drugi inžinjeri i pristalice ovog zakona smatraju da za ovu zabrinutost nema osnova. Jedna od zabrinutosti koju su istakli eksperti za merže je da bi hakeri nudili neka rešenja privatnim korisnicima i time omogućavali pristup sajtovima koje je vlada zabranila, takođe bi ova rešenja mogla da ugroze i bezbednost preusmeravanjem bezazlenih korisnika na sajtove za prevare. Zagovornici preloga zakona, kao što je MPAA, smatraju da bi trend zaobilaženja filtriranja mogao biti riskantan.
Grupa profesora prava, citirajući Krokerovu sugestiju, ističući da Zakon o zaštiti IP-a i Zakon o sprečavanju piraterije na Internetu (SOPA) mogu da izazovu suprotne uticaje od onih koji su očekivani, dovodeći korisnike do neregularnih alternatiiva DNS sistema i ometajući vladu da sprovodi pravne Internet propise. Oni dovode u pitanje ustavnost oba preloga zakona, verujući da mogu posedovati potencijalno katastrofalne tehničke posledice i da bi učinile Internet zakon Sjedinjenih Država više poput onih u represivnim režimima. Oni idu toliko daleko da izjavljuju da oba predloga zakona obezbeđuju „ništa više nego ex parte postupke – postupke u kojima samo jedna strana (tužilac ili čak privatni/lični tužilac) mora da priloži dokaz a da počinilac navodnog kršenja autorskih prava ne mora da bude prisutan ili čak svestan da je poveden postupak protiv njega ili njegove ’imovine’. Ovo ne samo da krši osnovne principe dospelog procesa lišavajući vlasnika svojine pravičnog suđenja i razumne prilike da se sasluša, takođe stvara i neustavno uskraćivanje prava na slobodu govora zaštićeno Prvim Amandmanom.“
Plagin Internet pregledača nazvan MAFIAAFajr preusmerivač (MAFIAAFire Redirector) je nastao marta 2011.godine i preusmerava posetioce na alternativni domen kada je sajt primarnog domena zabranjen. Mozila Fondacija ističe da Odeljenje za bezbednost domovine Sjedinjenih Država (United States Department of Homeland Security - DHS) je zahtevalo putem telefona od Mozile da odstrani plagin, zahtev koji oni još uvek nisu ispunili. Umesto toga, Mozilin pravni savetnik je zamoljen za dodatne informacije od strane DHS-a uključujući i pravno opravdanje za zahetv.
Fondacija za informacione tehnologije i inovacije (Information Technology and Innovation Foundation - ITIF) tvrdi je da zabrinutost o oporavku domen imena u zakonodavstvu potkopana već postojećim načinom za sprečavanje spama i zlonamernih softvera (malwere). Prema Danijel Kastru, koji je ITIF-ov analitičar, DNS blokiranje se koristi u nekoliko demokratskih zemalja bez „slamanja Interneta“, uključujući Holandiju, Austriju, Belgiju, Dansku, Finsku i Južnu Koreju. ITIF-ov generalni direktor je uporedio DNS odredbe sa bravama na vratima automobila, naglašavajući da čak iako nisu otporne i dalje su korisne.
12.januara 2012.godine Senator Patrik Lihi, predsednik Senatskog odbora za pravosuđe, izjavio je da je voljan da povuče kontroverznu odredbu o DNS-filtriranju iz predloga zakona. „Ja sam dao ovlašćenje mom osoblju da kaže... drugim senatorima da sam voljan da se povuče (odredba) u konačnoj verziji zakona“, rekao je Senator Lihi. „To samo po sebi će ukloniti mnogo protivnika koje trenutno imamo.“ Republikanac Lamar Smit, glavni pokrovitelj sličnog preloga zakona u Domu takođe je izrazio nameru da povuče odredbu o DNS blokiranju iz SOPA-e.

### Problem sa slobodama građana
Stručnjaci za Prvi Amandman Lorens Trajb i Marvin Amori izražavaju sve veću zabrinutost zbog načina na koji će Zakon o zaštiti IP-a da utiče na slobodu govora, ističući da zakon sam po sebi ne cilja samo na ilegalne sajtove stranog domena i da bi se proširio i na “vebsajtove koji samo ’umnožavaju’ ili ‘čine prekršaje’. Stoga, po njihovim rečima, predlog zakona cilja na značajnije legitimne vebsajtove sa zaštićenim kanalima komunikacije kao što su Jutub, Tviter i Fejsbuk”. Amori naglašava da će Zakon o zaštiti IP-a i Zakon o sprečavanju piraterije na Internetu “zaobići svoj cilj i zauvek utihnuti slobodu govora.”
Predlog zakona je kritikovan od strane Abigejl Filips iz Fondacije Elektronik Frontijer jer nije specificirao šta sadrži jedan sajt koji vrši prekršaj. Na primer, kada bi Vikiliks bio optužen za objavljivanje sadržaja zaštićenog autorskim pravima, Američkim pretraživačima bi bili dostavljeni sudski nalozi da izvrše blokadu rezultata pretrage na temu Vikiliksa. Ovo zahteva od pretraživača da odstrane sve linkove ka celom vebsajtu jer bi stranica koja ja počinila prekršaj podigla zabrinutost u pogledu zakonitosti sadržaja koji se nalazi na sajtu.
Predsednik Gugla Erik Šmid izjavio je da mere koje su definisane PIPA-om su jednostavna rešenja kompleksnog problema i da presedan koji predstavlja ukidanje DNS zahteva je loš način posmatranja slobode govora i da bi ovakvim postupkom zakoračila ka manje dopustivom Internet okruženju kao što je u Kini. Kao predsednik kompanije koja poseduje najveći pretraživač, Šmid, smatra da ” Kada bi postojao zakon koji zahteva od DNS-a da vrši X radnju i koji bi bio podržan od celog Kongresa i potpisan od strane Predsednika Sjedinjeniih Američkih Država, ukoliko se ne bismo slagali sa njim, borili bismo se protiv njega.”
Ekspert za Ustav Flojd Abrams je izjavio da “Zakon o zaštiti IP-a niti dozvoljava niti brani slobodu govora ili komunikacija...predlog zakona postavlja jasno definisan indikator kada vebsajt ili domen ispunjavaju uslove da Državno Tužilaštvo podnese prijavu protiv njih...”

### Briga zbog korisnički usmerenih sajtova
Protivnici zakona upozoravaju da će Zakon o zaštiti IP-a imati negativne posledice na onlajn komunikacije. Novinarka Rebeka MekKinon ističe da omogućavanjem kompanijama da odgovaraju za korisničke akcije može dovesti do efekta zahlađenja na sajtovima usmerenim ka korisnicima kao što je Jutub. ”Namena nije ista kao namena Internet cenzure u Narodnoj Republici Kini, u kojoj je zastupljen Nacionalni veb sistem cenzure, ali bi u praksi imala sličan efekat”, izjavljuje novinarka. Politički analitičari Fondacije Nova Amerika govore da će ovaj zakon omogućiti policijskim snagama da ukidaju čitave domene ukoliko se na blogu postavi:” Da, celokupna, uglavnom nedužna onlajn komunikacija može da bude kažnjavana zbog aktivnosti manjine.”

### Problem sa kompanijama i inovacijama
Pravna analiza Kongresne službe za istraživanje (CRS) beleži zabrinutost koja se javlja kod protivnika zakona kao što su Gugl i Ameriken Ekspres, da bi uključivanje privatnog uzroka akcije rezultovalo gušenjem Internet inovacija, zaštitom zastarelih poslovnih modela i to po cenu sve većeg broja tužbi od strane proizvođača medijskog sadržaja. „ Zakon ne bi trebalo da uključuje privatno pravo na tužbu koja bi omogućavala parnice od strane ’trolova’ sa namerom da iznude poravnanje sa posrednikom ili sajtovovima koji čine velike napore da rade u skaldu sa zakonom, “ rekao je Gugl potpredsednik i glavni savetnik Ken Voker pred Kongresom u svojoj izjavi.
„ Ilegalni sajtovi ugrožavaju posao radnicima iz filmske i TV industrije,“ prema Filmskoj asocijaciji Amreike(MPAA), koja navodi da je nekoliko vlada i nezavisnih industrija proučavalo efekte onlajn piraterije, uključujući i izveštaj Envisional Ltd. kojim je zaključeno da jedna četvrtina sadržaja na internetu krši autorska prava. Asocijacija industrije snimanja Amerike ističe da istraživanje 2007.godine, koje je sprovela Institucija politike inovacija, pronašla da je onlajn piraterija izazvala gubitke u vrednosti od 12,5 biliona dolara Američkoj ekonomiji i više od 70 000 izgubljenih poslova.
„ Ako je potrebno izmeniti DMCA učinimo to pregovorima između zainteresovanih partija a ne sa predlogom zakona koji su napisali lobisti industrije sa medijskim sadržajem “ napisao je preduzetnički kapitalista i kolumnista Biznis Insajdera Fred Vilson u izdanju objavljenom 29.oktobra o promenama koje će verzije predloženog zakona iz Predsedničkog doma i Senata činiti bezbednu luku odredbama DMCA-a. „Kompanije kao Epl, Gugl, Fejsbuk i početne kompanije kao Dropboks, Kikstarter i Tvilio su vodeći izvoznici i tvorci poslova ovog vremena. Oni su zlatne guske ekonomije i ne možemo ih ubiti radi zaštite industrija u padu, “ rekao je Fred Vilson. Uticaj zakona na male kompanije i preduzetnike mogao bi takođe da bude neproporcijalan usled velikih troškova žalbi sa svojim pravnim, tehničkim i administrativnim zahtevima.

## Onlajn protesti protiv predloga zakona i obavešteja o odlaganju
Široko rasprostranjeni onlajn protesti protiv SOPA-e i PIPA-e su održani 18. januara 2012. godine uključujući i zaustavljanje rada Engleske Vikipedije. Nekoliko senatora koji su sponzorisali PIPA-u, uključujući Roj Blanta i Džona Buzmana objavili su da će povući podršku koju su davali predlogu zakona, a 20. januara većinski lider Rid objavio da će glasanje za PIPA-u biti odloženo. Senator Lihi je dao izjavu za štampu izjavljujući da razume Ridovu odluku „ ali doći će dan kada će Senatori, koji su primorani na ovaj potez, promišljajući svoje postupke shvatiti da su reagovali budalasto na monumantalan problem. Danas negde u Kini, u Rusiji i mnogim drugim zemljama koje ne poštuju Američku intelektualnu svojinu, kriminalci koji samo preturaju po falsifikovanim proizvodima i ukradenim Američkim sadržajem samozadovoljno gledaju kako je Senat Sjedinjenih Američkih Država odlučio da nije vredno raspravljati o načinu zaustavljanja inostranih kriminalaca od isušivanja naše ekonomije.“

## Spoljašnje veze
- Архивирано на веб-сајту  (11. септембар 2012)
- [http://thomas.loc.gov/cgi-bin/bdquery/z?d112:s.968:
- [https://web.archive.org/web/20120516170318/http://www.leahy.senate.gov/imo/media/doc/BillText-PROTECTIPAct.pdf
- Архивирано на веб-сајту  (9. децембар 2011)
- [http://www.nytimes.com/2012/02/08/opinion/what-wikipedia-wont-tell-you.html?nl=todaysheadlines&emc=tha212
- [http://www.wired.com/threatlevel/2012/02/peter-sunde/ .